# Noord-Duits voetbalkampioenschap 1931/32
In 1931/32 werd het 26ste voetbalkampioenschap gespeeld dat georganiseerd werd door de Noord-Duitse voetbalbond. De eindronde werd opnieuw geherstructureerd. In plaats van twee rondes in bekervorm en dan een groepsfase werden er nu vier groepen gevormd waarvan de winnaars doorstootten naar de finalegroep.
HSV werd kampioen en plaatste zich zo voor de eindronde om de Duitse landstitel. Vicekampioen Holstein Kiel ging ook naar de eindronde. HSV versloeg VfL Benrath en verloor dan van FC Schalke 04. Holstein versloeg Breslauer SC 08 en verloor dan van 1. FC Nürnberg.

## Deelnemers aan de eindronde
| Club                      | Gekwalificeerd als                           |
| ------------------------- | -------------------------------------------- |
| Hamburger SV              | Kampioen Groot-Hamburg                       |
| Altonaer FC 1893          | Vicekampioen Groot-Hamburg                   |
| FC Union 03 Altona        | Derde plaats Groot-Hamburg                   |
| SC Victoria Hamburg       | Vierde plaats Groot-Hamburg                  |
| SV Eimsbüttel             | Vijfde plaats Groot-Hamburg                  |
| SV Polizei Lübeck         | Kampioen van Lübeck-Mecklenburg              |
| Lübecker BV Phönix 03     | Vicekampioen van Lübeck-Mecklenburg          |
| FC Borussia 04 Harburg    | Kampioen van Noord-Hannover                  |
| KSV Holstein Kiel         | Kampioen van Sleeswijk-Holstein              |
| FV Borussia 1903 Gaarden  | Kampioen van Sleeswijk-Holstein              |
| SV Arminia Hannover       | Kampioen van Zuid-Hannover-Braunschweig      |
| SV Eintracht Braunschweig | Vicekampioen van Zuid-Hannover-Braunschweig  |
| VfB 1904 Peine            | Derde plaats van Zuid-Hannover-Braunschweig  |
| RSV 1906 Hildesheim       | Vierde plaats van Zuid-Hannover-Braunschweig |
| VfB Komet 1896 Bremen     | Kampioen van Wezer-Jade                      |
| Bremer SV 1906            | Vicekampioen van Wezer-Jade                  |

## Eindronde

### Groepsfase

#### Groep 1
| Plaats | Club           | Wed. | W | G | V | Saldo | Ptn. |
| ------ | -------------- | ---- | - | - | - | ----- | ---- |
| 1.     | Hamburger SV   | 3    | 3 | 0 | 0 | 17:3  | 6:0  |
| 2.     | SV Eimsbüttel  | 3    | 2 | 0 | 1 | 14:9  | 4:2  |
| 3.     | VfB 1904 Peine | 3    | 1 | 0 | 2 | 5:14  | 2:4  |
| 4.     | Bremer SV 1906 | 3    | 0 | 0 | 3 | 6:16  | 0:6  |

|  | Geplaatst voor finaleronde |

#### Groep 2
| Plaats | Club                      | Wed. | W | G | V | Saldo | Ptn. |
| ------ | ------------------------- | ---- | - | - | - | ----- | ---- |
| 1.     | Altonaer FC 1893          | 3    | 2 | 0 | 1 | 9:5   | 4:2  |
| 2.     | VfB Komet 1896 Bremen     | 3    | 2 | 0 | 1 | 9:7   | 4:2  |
| 3.     | SV Eintracht Braunschweig | 3    | 1 | 0 | 2 | 5:10  | 2:4  |
| 4.     | SV Polizei Lübeck         | 3    | 0 | 0 | 3 | 4:12  | 0:6  |

|  | Geplaatst voor finaleronde |

#### Groep 3
| Plaats | Club                    | Wed. | W | G | V | Saldo | Ptn. |
| ------ | ----------------------- | ---- | - | - | - | ----- | ---- |
| 1.     | Kieler SV Holstein 1900 | 3    | 3 | 0 | 0 | 15:3  | 6:0  |
| 2.     | FC Union 03 Altona      | 3    | 2 | 0 | 1 | 9:8   | 4:2  |
| 3.     | RSV 1906 Hildesheim     | 3    | 1 | 0 | 2 | 5:10  | 2:4  |
| 4.     | Lübecker BV Phönix 03   | 3    | 0 | 0 | 3 | 4:12  | 0:6  |

|  | Geplaatst voor finaleronde |

#### Groep 4
| Plaats | Club                   | Wed. | W | G | V | Saldo | Ptn. |
| ------ | ---------------------- | ---- | - | - | - | ----- | ---- |
| 1.     | SV Arminia Hannover    | 3    | 3 | 0 | 0 | 12:6  | 6:0  |
| 2.     | FC Borussia 04 Harburg | 3    | 1 | 1 | 1 | 9:6   | 3:3  |
| 3.     | FV Borussia 03 Gaarden | 3    | 1 | 0 | 2 | 7:12  | 2:4  |
| 4.     | SC Victoria Hamburg    | 3    | 0 | 1 | 2 | 5:9   | 1:5  |

|  | Geplaatst voor finaleronde |

### Finaleronde
| Plaats | Club                    | Wed. | W | G | V | Saldo | Ptn. |
| ------ | ----------------------- | ---- | - | - | - | ----- | ---- |
| 1.     | Hamburger SV            | 3    | 3 | 0 | 0 | 14:1  | 6:0  |
| 2.     | Kieler SV Holstein 1900 | 3    | 2 | 0 | 1 | 10:10 | 4:2  |
| 3.     | Altonaer FC 1893        | 3    | 1 | 0 | 2 | 8:9   | 2:4  |
| 4.     | SV Arminia Hannover     | 3    | 0 | 0 | 3 | 1:13  | 0:6  |

|  | Kampioen, geplaatst voor nationale eindronde |
|  | Geplaatst voor nationale eindronde           |